# MLB The Show 19
Az MLB The Show 19 Major League Baseball-videójáték, melyet a SIE San Diego Studio fejlesztett és a Sony Interactive Entertainment jelentetett meg. A 19 az MLB: The Show sorozat tizennegyedik tagja, amely 2019. március 26-án jelent meg, kizárólag PlayStation 4 otthoni videójáték-konzolra. A játék amerikai borítóján Bryce Harper Philadelphia Phillies-külsővédő szerepel. Néhány embert az internetes szerverek teszteléséhez egy zárt alfatesztre is meghívtak, amely 2018. december 13–19. között zajlott.
A játék kommentátorai Matt Vasgersian, Dan Plesac és Mark DeRosa maradtak. A sorozatban először Heidi Watney személyében pályaszéli riporter is helyet kapott, illetve Mike Carlucci stadionbemondót Alex Miniak váltotta.

## Fogadtatás
| Összegzőoldal | Értékelés    |
| ------------- | ------------ |
| Metacritic    | (PS4) 86/100 |

| Szerző        | Értékelés |
| ------------- | --------- |
| Game Informer | 8,5/10    |
| GameSpot      | 9/10      |
| IGN           | 8,7/10    |

Az MLB The Show 19 „általánosságban kedvező fogadtatásban” részesült a Metacritic kritikaösszegző weboldal szerint.
Az IGN szerkesztője a 8,7/10 pontos értékelésében az írta, hogy „A továbbfinomított játékmenet, az új módok, és a mély Road to the Show mód bizalomgerjesztő nyitónapot biztosít az MLB The Show 19-nek.” A Game Informer 8,5/10-es pontszámot adott a játékra, dicsérve annak grafikáját és kiemelte, hogy „Egy gyengébb év után a Sony izgalmas új tartalmat és számtalan hibajavítást hozott. A sorozat visszatért a helyes vágányra.” A GameSpot  9/10-es pontszámot adott a játékra, dicsérve a védőjáték-mechanikát, a „Road to the Show” játékmód szerepjátékos elemeit és a játék kártyagyűjtögetős módjának jutalmazási rendszerét.
A The NPD Group adatai szerint a játék a harmadik helyen végzett a 2019. márciusi észak-amerikai eladási listán, és nem csak a sorozat, hanem az egész műfaj legnagyobb nyitóhónapját produkálta.